# Limnophora pollinifrons
Limnophora pollinifrons este o specie de muște din genul Limnophora, familia Muscidae, descrisă de Stein în anul 1916. Conform Catalogue of Life specia Limnophora pollinifrons nu are subspecii cunoscute.